# Ли Сяося
Ли Сяося́ (кит. упр. 李晓霞, пиньинь Lǐ Xiǎoxiá, род. 16 января 1988 года) — китайская спортсменка, игрок в настольный теннис, трёхкратная олимпийская чемпионка, 7-кратная чемпионка мира в различных разрядах, многократная обладательница Кубка мира.
С марта 2006 года Ли Сяося входила в десятку лучших игроков мира, дважды достигала верхней строки мирового рейтинга. Ли Сяося играет правой рукой в атакующем стиле, используя европейскую хватку.
Ли Сяося играла за клуб Shandong Luneng Lu'an Group провинции Шаньдун, КНР. Её тренером является Ли Сун, который ранее тренировал неоднократную чемпионку мира и четырёхкратную олимпийскую чемпионку Чжан Инин.
В январе 2017 года объявила о завершении карьеры.
В марте 2022 года приняла участие в волонтёрской противоэпидемической работе в Шэньяне.